# فليروفيوم
الفليروفيوم (عُرف بالأنون كواديوم سابقا) هو عنصر مشع في الجدول الدوري، وله الرمز Fl (الرمز Uuq سابقا), وعدد ذري 114. ولا يوجد الفليروفيوم بصورة طبيعية. ويفترض أن يكون عمر نصف 30 ثانية.

## تاريخ الفليروفيوم
في يناير عام 1999, تم الإبلاغ بطريقة غير رسمية عن اكتشاف الأنون كواديوم، عن طريق علماء روس في دوبنا «معهد جوينت للأبحاث النووية». وعلى ما يبدو أنهم استعانوا بنظائر مصنعة في «معمل لورانس ليفرمور القومي», في أمريكا. وبعد ثلاثة أشهر أعلن فريق البحث عن إنتاج نظير آخر للأنون كواديوم، ومنذ ذلك الوقت لم يعلن أي من مراكز الأبحاث عن تحدى اكتشافهم.
وكان يعرف باسم مؤقت (الأنون كواديوم) أي أسفل-الرصاص قبل تسميته بالفليروفيوم رسميا في 31 مايو 2012 بطربقة IUPAC لتسمية العناصر قياسيا.

## وصلات خارجية
- العناصر على شبكة المعلومات - أنون كواديوم
- موقع Apsidium - أنون كواديوم  نسخة محفوظة 7 يونيو 2007 على موقع واي باك مشين.